# Plectris argentata
Plectris argentata är en skalbaggsart som beskrevs av Frey 1967. Plectris argentata ingår i släktet Plectris och familjen Melolonthidae. Inga underarter finns listade i Catalogue of Life.